# Bandidus centralis
Bandidus centralis is een insect uit de familie van de mierenleeuwen (Myrmeleontidae), die tot de orde netvleugeligen (Neuroptera) behoort. 
Bandidus centralis is voor het eerst wetenschappelijk beschreven door New in 1985.